# ویلیام نجری

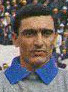
ویلیام نجری

ویلیام نجری (به ایتالیایی : william negri زاده ۳۰ جولای ۱۹۳۵ درگذشته ۲۶ ژوئن ۲۰۲۰) بازیکن فوتبال اهل ایتالیا بود که از سال ۱۹۶۲ میلادی عضو تیم ملی فوتبال ایتالیا بوده و در ۱۲ بازی ملی حضور داشته‌است. او در بازی‌های ملی‌اش گلی به ثمر نرساند.
ویلیام نجری آخرین بازی ملی خود را در سال ۱۹۶۵ میلادی انجام داد.